# يوم أوديشا

خريطة أوديشا

يتم الاحتفال بيوم أوديشا ، أيضًا أوتكال ديباس ، في 1 أبريل في ولاية أوديشا الهندية في ذكرى تشكيل الولاية كدولة منفصلة عن مقاطعة بيهار وأوريسا مع إضافة كورابوت وغانجام من رئاسة مدراس (رئاسة حصن سانت جورج) في 1 أبريل 1936. فقدت الولاية هويتها السياسية بالكامل في عام 1568 بعد هزيمة وسقوط آخر ملوكها موكوندا ديف، أدت الجهود إلى تشكيل دولة منفصلة سياسياً تحت الحكم البريطاني على أساس لغوي في 1 أبريل 1936.

## تاريخ الولاية
استمرت الثورة الرئيسية في هذه الولاية المنفصلة لثلاثة عقود من يوم تشكيل أوتكال ساميلاني الذي أدى إلى تأسيس مقاطعة أوديشا المنفصلة. أصبحت الحركة أكثر كثافة تحت قيادة أوتكالا غورابا مادهوسودان داس، أوتكالا ماني جوباباندو داس، مهراجا سريرام تشاندرا بهانج ديو، مهراجا كروشنا شاندرا جاجاباتي، بانديتا نيلاكانثا داس، فكير موهان سيناباتي، جانجادهار ميهير، باسوديبا سودانه أي. بي باترو والعديد من الآخرين بدعم من الشعب. تتكون ولاية أوديشا المشكلة حديثًا من ست مناطق هي كوتاك وبوري وباليسوار وسامبالبور وكورابوت وغانجام وعاصمتها كوتاك . أدى جون أوستن هوباك اليمين الدستورية وأصبح أول حاكم لمقاطعة أوديشا.
اعتبارًا من 1 أبريل 2019، أصبحت تضم أوديشا 30 منطقة.

## الاحتفال
يتم الاحتفال بيوم اوديشا كل عام في 1 أبريل في جميع أنحاء أوديشا. تُفتتح فيه الآلاف من المتاجر وعروض ال Jhankis المتنوعة. هناك مسابقات ينظمها سياسيون محليون مشهورون مثل مسابقة الألعاب النارية. في ذلك اليوم في جميع أنحاء البلاد، ينظم سكان اوديشا برامج ثقافية مختلفة مثل برنامج الغناء.